# Superillu
Die Superillu (Eigenschreibweise SUPERillu oder SuperIllu) ist eine deutschsprachige Illustrierte von Hubert Burda Media. Sie wurde 1990 speziell für den ostdeutschen Markt gegründet und entwickelte sich dort zur reichweitenstärksten Publikation. Sie nahm beim Zusammenwachsen der alten und neuen Bundesländer eine wichtige Rolle ein. Die Superillu enthält nicht nur heimatnahe Themen, im Laufe der Jahre wandelte sich das Blatt zu einer inhaltlich breit aufgestellten Familienzeitschrift. Neben Politik und Unterhaltung rückten zuletzt Wirtschaftsthemen stärker in den Fokus. Die Redaktionsräume der Superillu befinden sich am Heiligegeistkirchplatz in Berlin, Chefredakteur der Zeitschrift ist Stefan Kobus.

## Geschichte
Nach der deutschen Wiedervereinigung rief der Burda-Verlag in Kooperation mit dem Nürnberger Sebaldus-Verlag (heute Gong Verlag) die „Superillu“ ins Leben. Das Blatt war nach der Programmzeitschrift „Super TV“ das zweite Joint Venture beider Medienunternehmen in den neuen Bundesländern. Für die Konzeption der Superillu zeichneten Hubert Burda, Helmut Markwort und Jochen Wolff verantwortlich. Markwort hielt Anfang der 1990er Jahre Anteile am Sebaldus-Verlag, Wolff leitete die Düsseldorfer Illustrierte „Neue Welt“. Letzterer wurde 1991 zum ersten Chefredakteur der Superillu ernannt. Zu Beginn bestand die Redaktion aus 20 Journalisten, von denen jeweils die Hälfte aus den alten und neuen Bundesländern stammte. Die Zentrale wurde in einem Plattenbau am Alexanderplatz in Berlin eingerichtet, in dem zuvor der Allgemeine Deutsche Nachrichtendienst residierte.
Am 23. August 1990 kam die erste Ausgabe der Superillu auf den Markt. Die Startauflage betrug rund 900.000 Exemplare, was die Superillu von Beginn an zur reichweitenstärksten ostdeutschen Zeitschrift machte. Eine große Rolle spielte in den ersten Ausgaben vor allem das Thema Sex, bis 1991 andere öffentlichkeitswirksame Themen stärker in den Fokus rückten. Die inhaltliche Öffnung des Blattes trieb vor allem Jochen Wolff voran. Gleichzeitig betonte die Superillu weiterhin das Heimatgefühl der Ostdeutschen, etwa durch Berichte über ostdeutsche Stars. „Die Zeit“ urteilte später, die Superillu entwickelte sich zu einer „sicheren Größe in unsicherer Zeit“. Aufgrund des Erfolgs der Zeitschrift mussten andere Verlage konkurrierende Titel einstellen.
Im Jahre 1993 verkaufte die Gong-Gruppe ihre restlichen Anteile an der Superillu, die fortan zu 100 Prozent zum Burda-Verlag gehörte. Fünf Jahre nach der Gründung des Blattes kam es dann zum ersten großen Relaunch: Unter anderem wurde das Format vergrößert, um die Superillu moderner wirken zu lassen. Das Blatt wies zu diesem Zeitpunkt eine ähnliche Bekanntheit wie Coca-Cola auf. Um die Marktpräsenz weiter zu stärken, verlieh man 1995 erstmals die Goldene Henne. Die Superillu führte den Publikumspreis in den folgenden Jahren fort. Die Programmzeitschrift Super TV kam ebenfalls unter das Dach der Superillu-Redaktion. 1997 schloss der Mitteldeutsche Rundfunk eine Kooperation mit der Superillu, die das Boulevardmagazin „Superillu TV“ hervorbrachte. Größere Aufmerksamkeit wurde der Superillu außerdem als Sponsor des Fußballvereins Energie Cottbus zuteil.
Zur Jahrtausendwende hatte die Superillu in Ostdeutschland nach wie vor eine höhere Reichweite als jede andere Zeitschrift. „Die Zeit“ bezeichnete das Blatt daher als „Zentralorgan des Ostens“. In Westdeutschland kämpfte die Superillu dagegen weiter mit einer niedrigen Auflage. Nur rund 100.000 von bundesweit 600.000 verkauften Exemplaren wurden in den alten Ländern abgesetzt. Um das zu ändern, modernisierte man erneut die Optik der Zeitschrift. Außerdem verpflichtete man mit Gregor Gysi und Hugo Müller-Vogg zwei prominente Kolumnisten. 2001 überschattete ein Stasi-Skandal die Superillu: Nachdem die Öffentlichkeit erfahren hatte, dass die stellvertretende Chefredakteurin für das Ministerium für Staatssicherheit der DDR gearbeitet hatte, entließ sie der Verlag. Außerdem kam es 2001 zu einem Diebstahl dutzender Computer der Redaktion.
2004 bezog die Redaktion des Blattes neue Räumlichkeiten am Potsdamer Platz in Berlin. Zuvor hatte die Auflage der Superillu einen Höchststand von über 640.000 verkauften Exemplaren erreicht. Damit war die Reichweite der Zeitschrift größer als von Der Spiegel, Stern und Focus zusammen. Dennoch sorgten der Medienwandel und der Wegfall von Verkaufsstellen dafür, dass die Superillu in den folgenden Jahren immer weniger Käufer fand. 2007 lag sie unter einer halben Million Exemplaren. Daran konnte auch ein weiterer Relaunch nichts ändern, der unter anderem größeren Fotos mehr Platz im Heft einräumte. 2008 brachte die Superillu unter dem Namen „Illu“ ein Sonderheft auf den Markt, das sich speziell mit deutschen Prominenten beschäftigte. Aufgrund von Streitigkeiten um die Markenrechte wurde das Magazin aber nicht fortgeführt.
2011 verließ der langjährige Chefredakteur Jochen Wolff die Superillu, um sich anderen Projekten zu widmen. Zu seinem Nachfolger ernannte der Verlag Robert Schneider, der zuvor für die Boulevardzeitung B.Z. tätig gewesen war. Schneider modernisierte die Superillu in vielen Bereichen, er richtete sie wieder stärker auf den ostdeutschen Kernmarkt aus. Nach dem Wechsel von Schneider zum Focus rückte 2016 Stefan Kobus zum Chefredakteur auf.

## Auflage
Die Superillu ist eine der erfolgreichsten Medienmarken von Hubert Burda Media. Wie andere Zeitschriften hat sie aber in den vergangenen Jahren an Auflage eingebüßt. Die verkaufte Auflage ist seit 1998 um 75,5 Prozent gesunken. Sie beträgt gegenwärtig 143.076 Exemplare. Das entspricht einem Rückgang von 440.289 Stück. Der Anteil der Abonnements liegt bei 46,2 Prozent.
| 1998   | 1999   | 2000   | 2001   | 2002   | 2003   | 2004   | 2005   | 2006   | 2007   | 2008   | 2009   | 2010   | 2011   | 2012   | 2013   | 2014   | 2015   | 2016   | 2017   | 2018   | 2019   | 2020   | 2021   | 2022   | 2023   | 2024   |
| ------ | ------ | ------ | ------ | ------ | ------ | ------ | ------ | ------ | ------ | ------ | ------ | ------ | ------ | ------ | ------ | ------ | ------ | ------ | ------ | ------ | ------ | ------ | ------ | ------ | ------ | ------ |
| 583365 | 601026 | 582866 | 602766 | 584557 | 564822 | 540066 | 545531 | 523505 | 471226 | 457354 | 434169 | 405215 | 379314 | 355534 | 337231 | 314807 | 290405 | 275868 | 253973 | 244304 | 231345 | 199250 | 177990 | 165121 | 156688 | 143076 |

| 1998  | 1999  | 2000  | 2001   | 2002   | 2003   | 2004   | 2005   | 2006   | 2007   | 2008   | 2009   | 2010   | 2011   | 2012   | 2013  | 2014  | 2015  | 2016  | 2017  | 2018  | 2019  | 2020  | 2021  | 2022  | 2023  | 2024  |
| ----- | ----- | ----- | ------ | ------ | ------ | ------ | ------ | ------ | ------ | ------ | ------ | ------ | ------ | ------ | ----- | ----- | ----- | ----- | ----- | ----- | ----- | ----- | ----- | ----- | ----- | ----- |
| 69830 | 80992 | 97242 | 113847 | 123834 | 130944 | 134548 | 147610 | 141828 | 134406 | 128722 | 123629 | 116092 | 107013 | 102087 | 97005 | 89226 | 84797 | 78916 | 74109 | 70500 | 67773 | 76022 | 78816 | 75586 | 69467 | 66034 |

## Kritik
1991 geriet die Zeitschrift wegen der Veröffentlichung von Fotos eines Maueropfers in die Kritik. Die Superillu hatte sich über eine einstweilige Verfügung der Hinterbliebenen hinweggesetzt, die daraufhin kurzzeitig ein Verkaufsverbot erwirkten. Der Verlag zahlte später ein Schmerzensgeld aufgrund dieser Verfehlung.
Das 1998 im Mitteldeutschen Rundfunk erstmals ausgestrahlte Boulevardmagazin „Superillu TV“ stieß auf breite Kritik in der Öffentlichkeit. So urteilte beispielsweise die Tageszeitung, mit der „doofen Superillu“ verliere der öffentlich-rechtliche Rundfunk seine „Unschuld“. Die Frankfurter Rundschau bezeichnete das Format als „überflüssig“.
Die Berichterstattung der Superillu war mehrfach Gegenstand juristischer Auseinandersetzungen. Zum Beispiel verurteilte 2001 das Landgericht Berlin die Superillu, eine Gegendarstellung von Carmen Nebel zu drucken. Das Blatt hatte zuvor über eine vermeintliche Liebesbeziehung der Moderatorin berichtet. Ein Jahr später erstritt der Moderator Alfred Biolek ein Schmerzensgeld, weil die Superillu ein erfundenes Interview mit ihm veröffentlicht hatte. 2002 erwirkte der ehemalige Schweizer Botschafter Thomas Borer eine Unterlassungsverfügung gegen die Superillu, weil er seine Privatsphäre verletzt sah.